# Carl Charlier
Carl Vilhelm Ludwig Charlier (1. dubna 1862 Östersund – 4. listopadu 1934 Lund) byl švédský astronom, specialista na nebeskou mechaniku. 
V roce 1887 získal doktorát na Uppsalské univerzitě. Po studiích pobýval v Německu a Anglii, pracoval na Pulkovské hvězdárně a Stockholmské hvězdárně. Roku 1897 získal profesuru na Lundské univerzitě a třicet let vedl tamní observatoř. V roce 1898 byl přijat do Královské švédské akademie věd a v roce 1919 byl zakládajícím členem Švédské astronomické společnosti. 
Ve svém pojetí kosmologie vycházel z teorií Johanna Heinricha Lamberta. Zabýval se teorií nekonečnosti a zkoumal Olbersův paradox. Navázal na Karla Schwarzchilda v pokusech určit vnitřní strukturu galaxií, při nichž používal metody statistiky. Je po něm pojmenován jeden z ortogonálních polynomů. Je autorem odborných prací o oběžné době komet a rotaci planet, věnoval se rovněž optice. Neúspěšně prosazoval v astronomii délkovou jednotku siriometr, kterou William Herschel odvodil ze vzdálenosti mezi Zemí a Siriem. Zabýval se i historií astronomie a zúčastnil se výzkumu zřícenin observatoře Uranienborg. Pracoval také pro švédskou vládu, která ho jako uznávaného odborníka na statistiku pověřila dohledem nad loteriemi a stanovením železničních tarifů. 
Přeložil do švédštiny Philosophiae Naturalis Principia Mathematica Isaaca Newtona. Česky vyšla v roce 1928 jeho kniha O složení vesmíru.
V roce 1924 mu byla udělena Medaile Jamese Craiga Watsona a v roce 1933 Medaile Catheriny Bruceové. Je po něm pojmenována planetka 8677 Charlier a krátery na Měsíci a na Marsu.